# Валентин Вольфенштейн
Валентин Вольфенштейн (19 квітня 1845, Фалун — 3 лютого 1909, Лос-Анджелес) — шведсько-американський фотограф. Був одним із перших фотографів, що використовували для фотозйомки флеш-лампи. Йому належала перша успішна фотостудія в Лос-Анджелесі, де він сфотографував багатьох відомих каліфорнійців у 1870-х. З 1890 по 1905 рік був власником придворного ательє Єгер у Стокгольмі .

## Життєпис

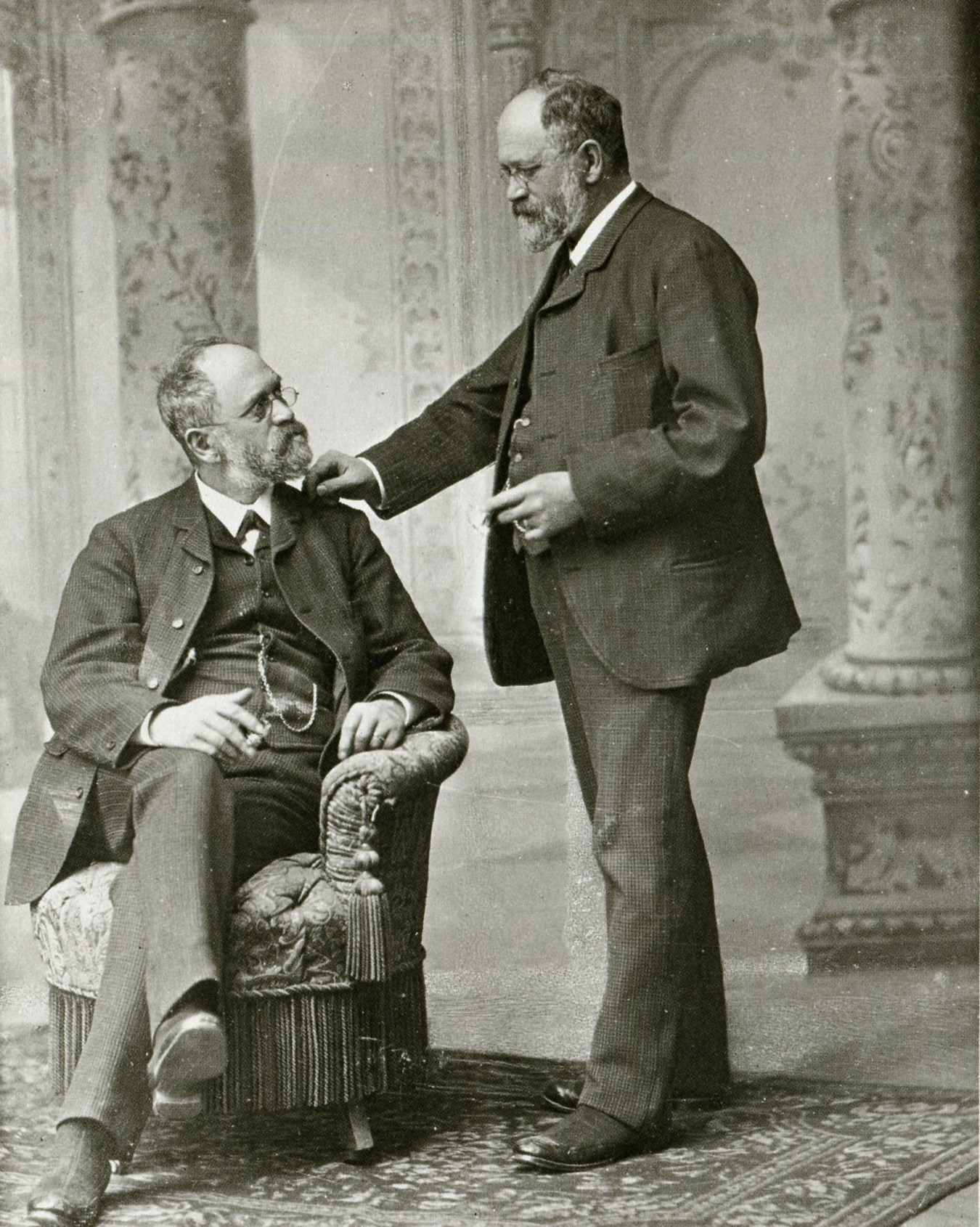
Подвійна фотографія Вольфенштейна, на якій зображений його колишній бос Єгер.

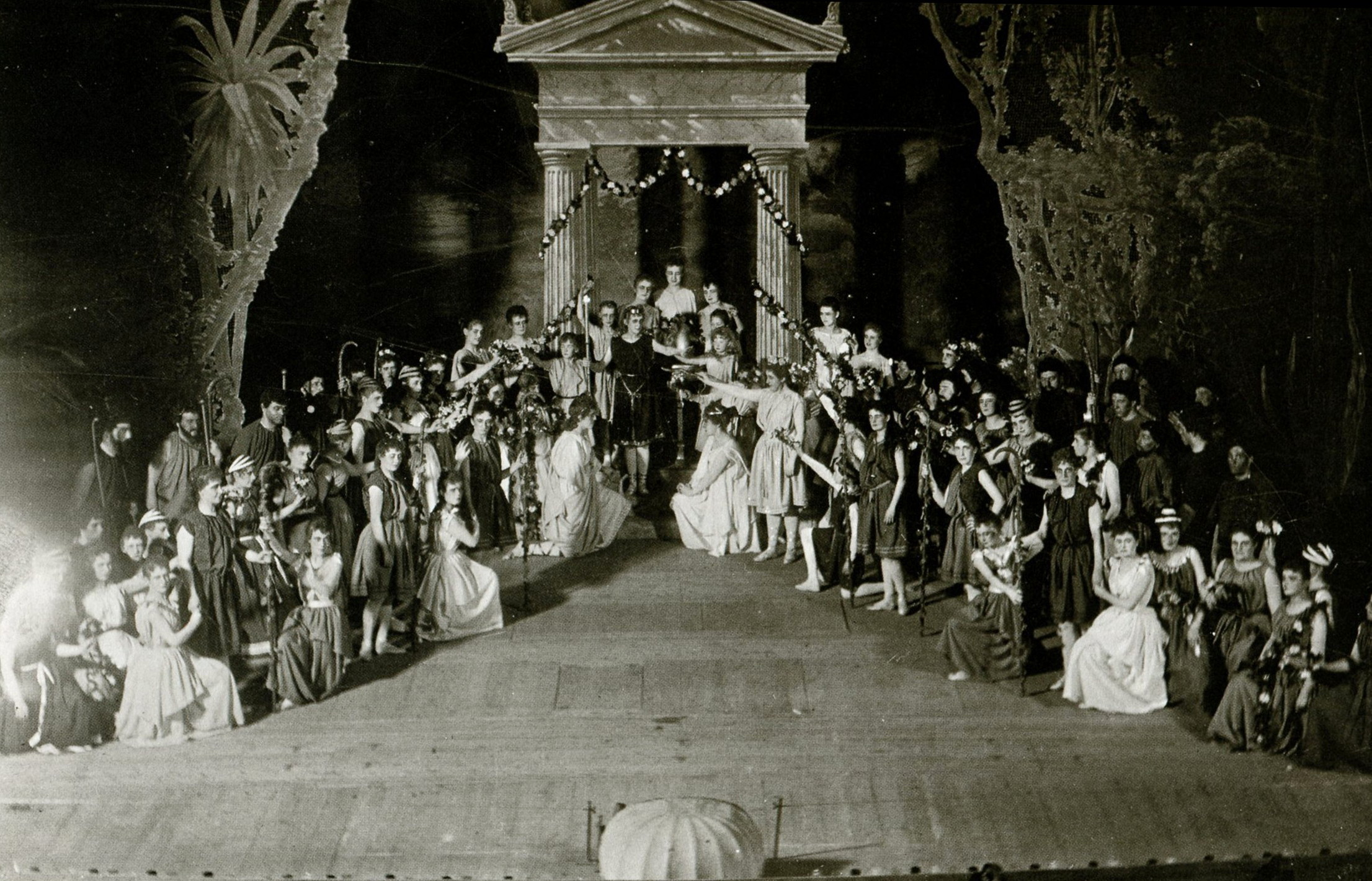
Фотографія зроблена зі спалахом у шведському театрі, 1894 рік

Вольфенштейн народився як Август Валентин Вольфенштейн 19 квітня 1845 року в Фалуні. Його батьками були Віктор Адольф Вольфенштейн (1817—1881) та Анна Елізабет Бростром (1807—1851). Під час громадянської війни в США він емігрував до Сполучених Штатів і 31 січня 1865 року в Нью-Йорку був призваний до армії.
Після війни працював фотографом у Лос-Анджелесі та Нью-Бедфорді, де мав фотостудію. Про це згадується у книзі «Pioneer Photographers of the Far West: A Biographical Dictionary», 1840—1865.Після війни працював фотографом у Нью-Бедфорді, штат Массачусетс, де в 1867 р. мав фотостудію.
В 1871 році він відкрив студію в Лос-Анджелесі на другому поверсі Нового храмового кварталу в центрі Лос-Анджелеса .  Де замовив послуги французького художника Генрі Пенелона для кольорових портретів.
Вольфенштейн одружився з Філопеною Браун 26 лютого 1884 року, коли він був у Нью-Бедфорді. Того ж року у них народилася дочка на ім'я Флорентіна. Пізніше того ж року Філопена померла. Потім він одружився з Кларою Браун. У них народилося двоє синів — Роберт та Вальтер. Коли в 1980-х він зазнав невдачі в деяких сторонніх бізнесах в Лос-Анджелесі, він шукав нове середовище для життя і переїхав до Гватемали та Мексики, де керував фотостудіями.
У 90-х роках він повернувся до Швеції, після смерті його дружини Клари, і оселився в Стокгольмі, де став співробітником придворного фотографа Йоганнеса Єгера у його компанії Atelier Jaeger. У 1990-х Вольфенштейн заснував Фотоательє Валентина Вольфенштейна (Valentin Wolfenstein fotoateljé) за адресою Drottninggatan 33 у Стокгольмі.
Коли Єгер захотів повернутися до рідного міста в Німеччину, Вольфенштейн придбав обидві його студії за 60 000 шведських крон. Студія була добре функціонувала і в ній працювало приблизно 30 людей. Вольфенштейн продовжував називати студію оригінальною назвою «Atelier Jaeger» через репутацію Єгера як офіційного придворного фотографа. Так само робили Альбін Русваль та Геррман Сільвандер, які перейняли на себе справу у 1905 році після Вольфенштейна.
Вольфенштейн був піонером (мабуть, першим у Швеції), який фотографував інтер'єри у театрах з флеш-порошком до існування електричного світла. Він розмістив кілька спалахів між сценами і в 1894 р. зробив мальовничі знімки шведського театру в Стокгольмі.
Також він відомий завдяки його «подвійним фотографіям», де за допомогою подвійної експозиції на кожній половині скляної пластини можна було двічі зобразити одну і ту саму людину, наприклад під час розмови з самим собою. Вольфенштейн був досвідченим практиком цього мистецтва, популярного в 1960-х. На знаменитій подвійній фотографії Вольфенштейна 1890 року можна побачити як його колишній бос Йоганнес Єгер сидить і стоїть на тій самій світлині. Фото, напевно, було зроблено на прощання, ще до повернення Єгера до Німеччини.
Покинувши студію Єгера у 1905 році, Вольфенштейн повернувся до США де помер у лютому 1909 року у віці 61 року. Похований на кладовищі Анжелуса Роуздейла в Лос-Анджелесі.

## Галерея

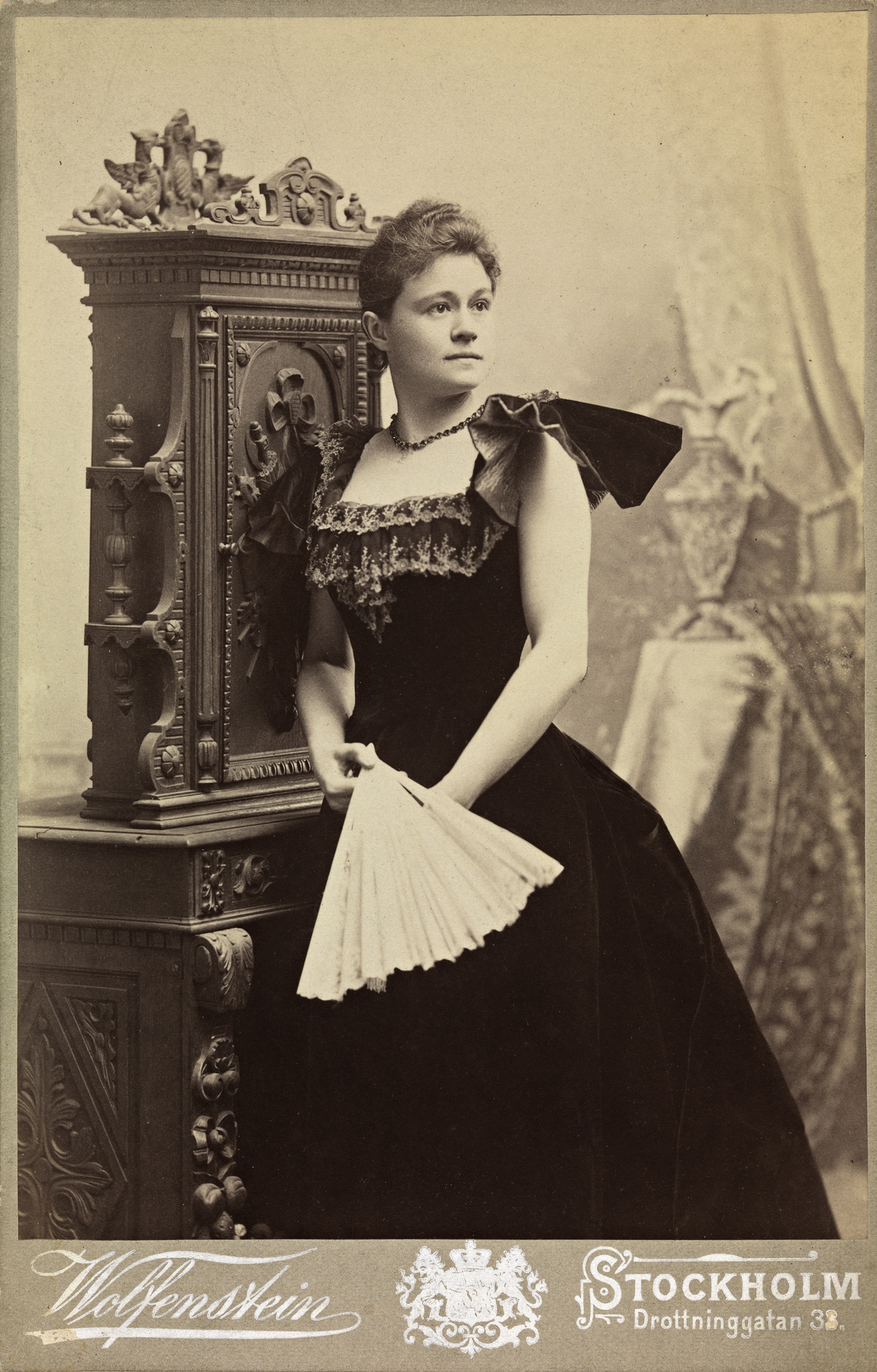
Єва Нансен
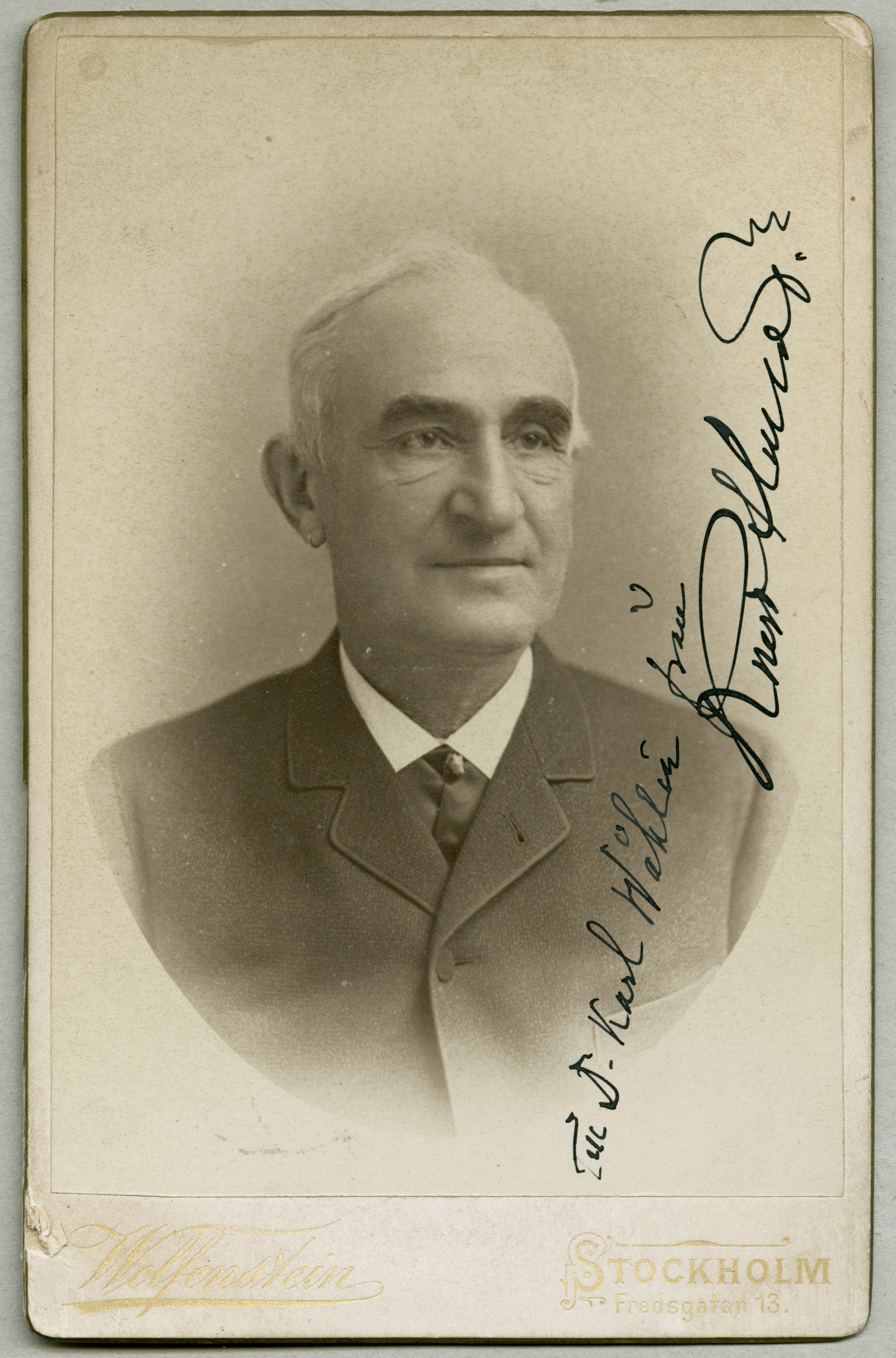
Кнут Альмльоф
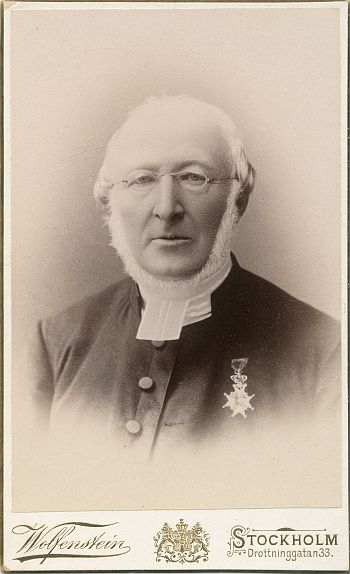
Преподобний Йоган Крістофер Руут II (1823–1899)
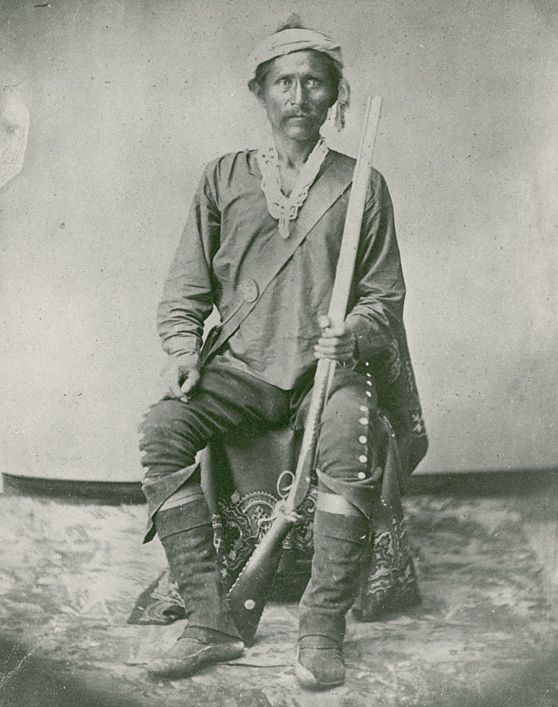
Чоловік, що тримає гвинтівку, 1868, голова племені Навахо Барбонсіто
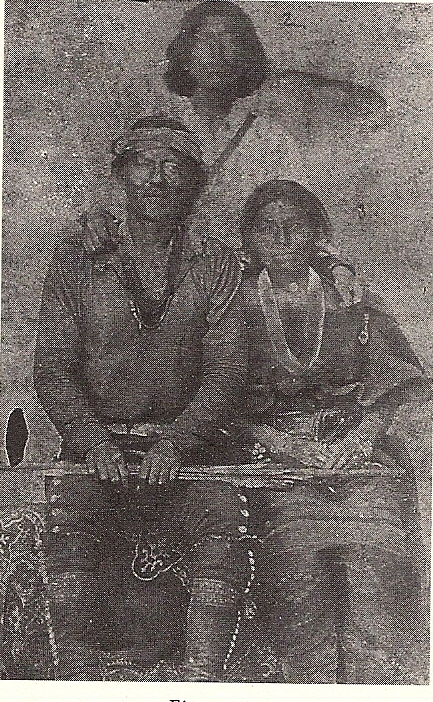
Голова племені Навахо Мануеліто з дружиною та сином, 1868
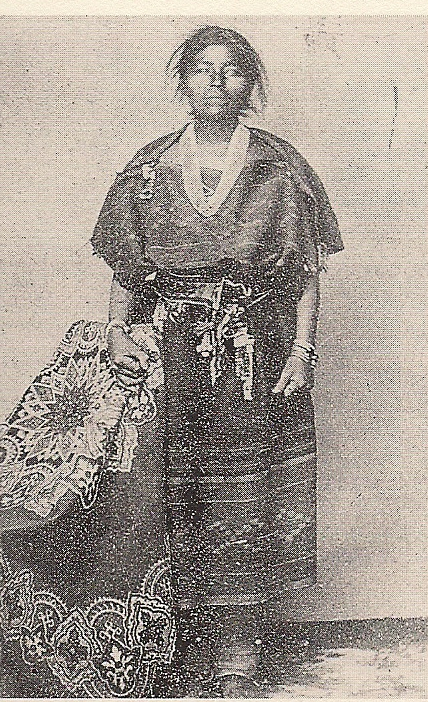
Невістка Барбонсіто, „Mica se qui“, 1868
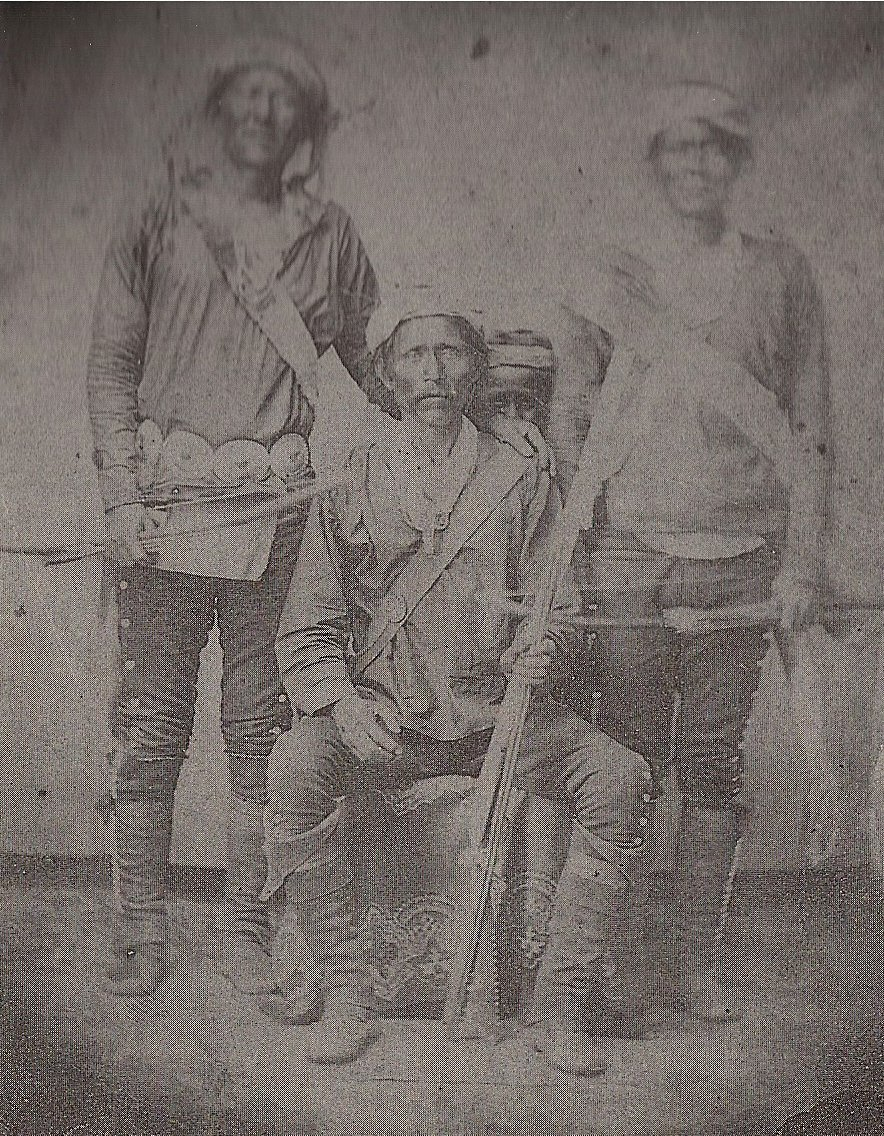
Мануеліто, Барбонсіто, Навахо, 1868
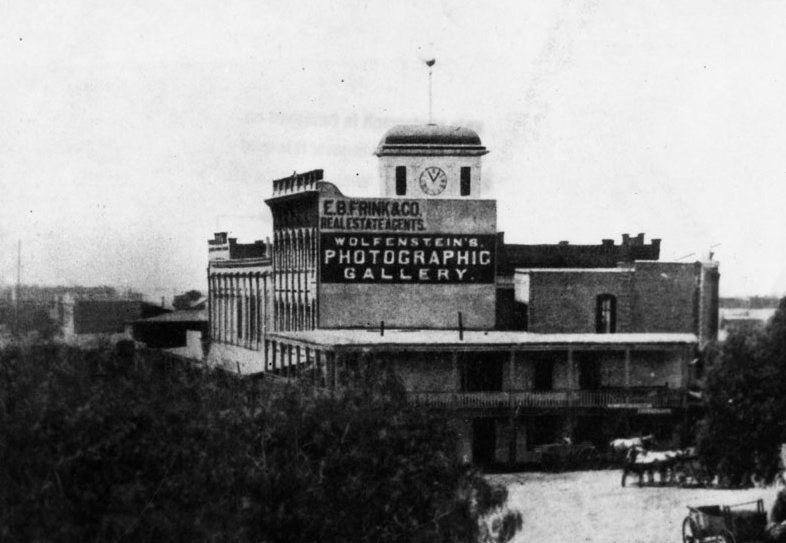
Фотостудія Валентина Вольфенштейна в Лос-Анжелесі, Мейн-стріт, 1885